# Gärdesgården

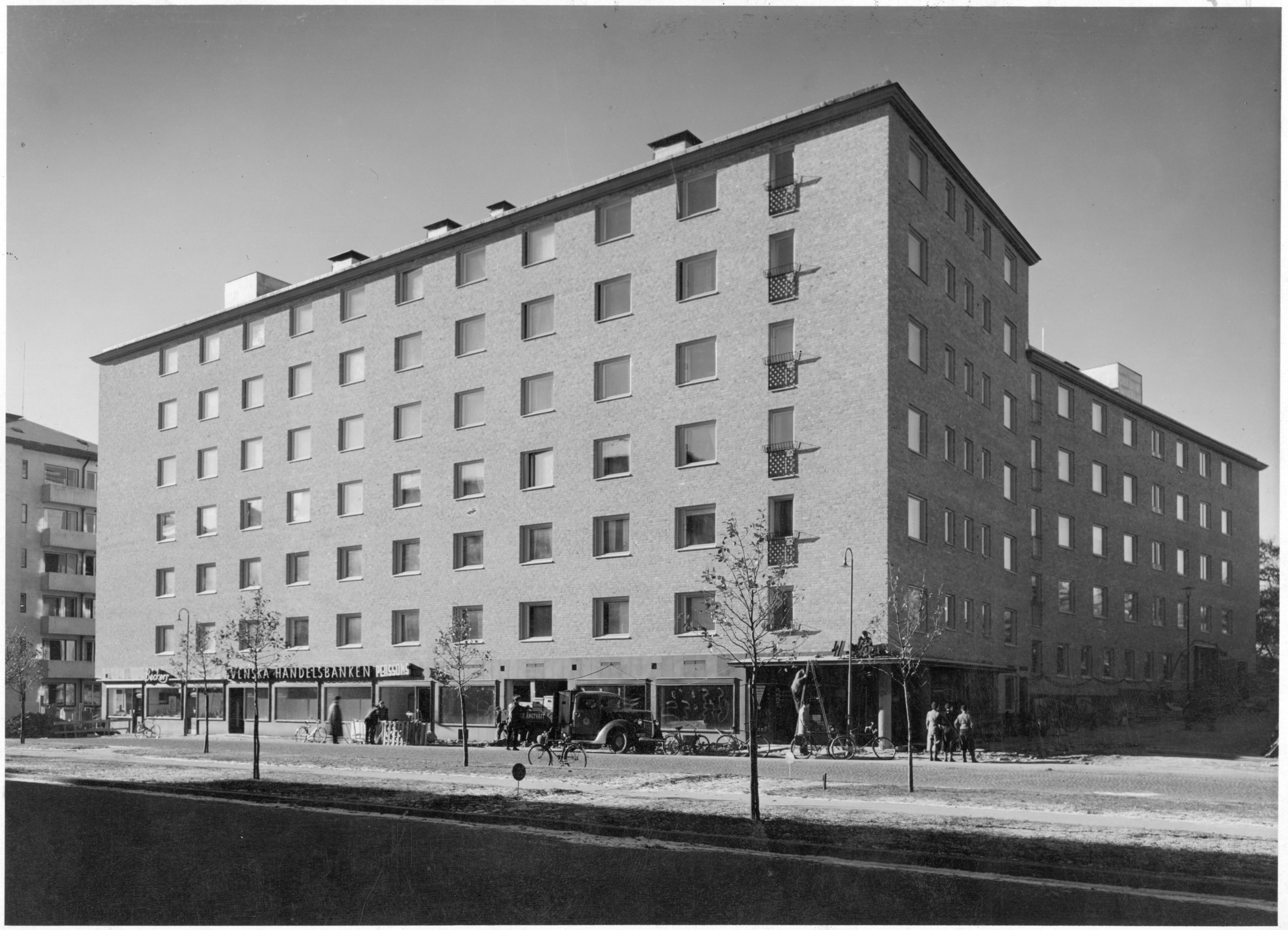
Gärdesgården, 1941

Gärdesgården på Erik Dahlbergsgatan 41–43 i Stockholm uppfördes 1940–1941 som kollektivhus. Huset finansierades och uppfördes av ingenjör Nils Nessen; projektör var arkitekten Olle Zetterberg. I Gärdesgårdens bottenvåning låg restaurang Grenadjären, som var öppen för allmänheten men även levererade mat till kollektivhusets hyresgäster. 
I Svenska Dagbladet den 1 november 1941 presenteras Gärdesgården som ett "modernt hemhotell" där "gemensam restaurang, sällskapsrum, solterrass och till och med en finsk bastu stå till hyresgästernas förfogande, och en utvecklad personalservice sörjer i mån av önskan för städning, tvätt och andra hushållsgöromål". I SvD skriver man också att huset med sin enkla, rena fasad i gult tegel från Mälardalen sticker ut på Gärdet rent arkitektoniskt "på ett sympatiskt sätt". Huvudentrén utformades av inredningsarkitekten Rolf Engströmer, medan inredningsarkitekten Elias Svedberg och formgivaren Sven Erik Skawonius, enligt Svenska Dagbladet "skapat några ovanligt trivsamma och behagfulla interiörer" i hyresgästernas restaurang och sällskapsrum. 
Väggdekorationen i matsalen utfördes av Olle Nyman.

## Bilder

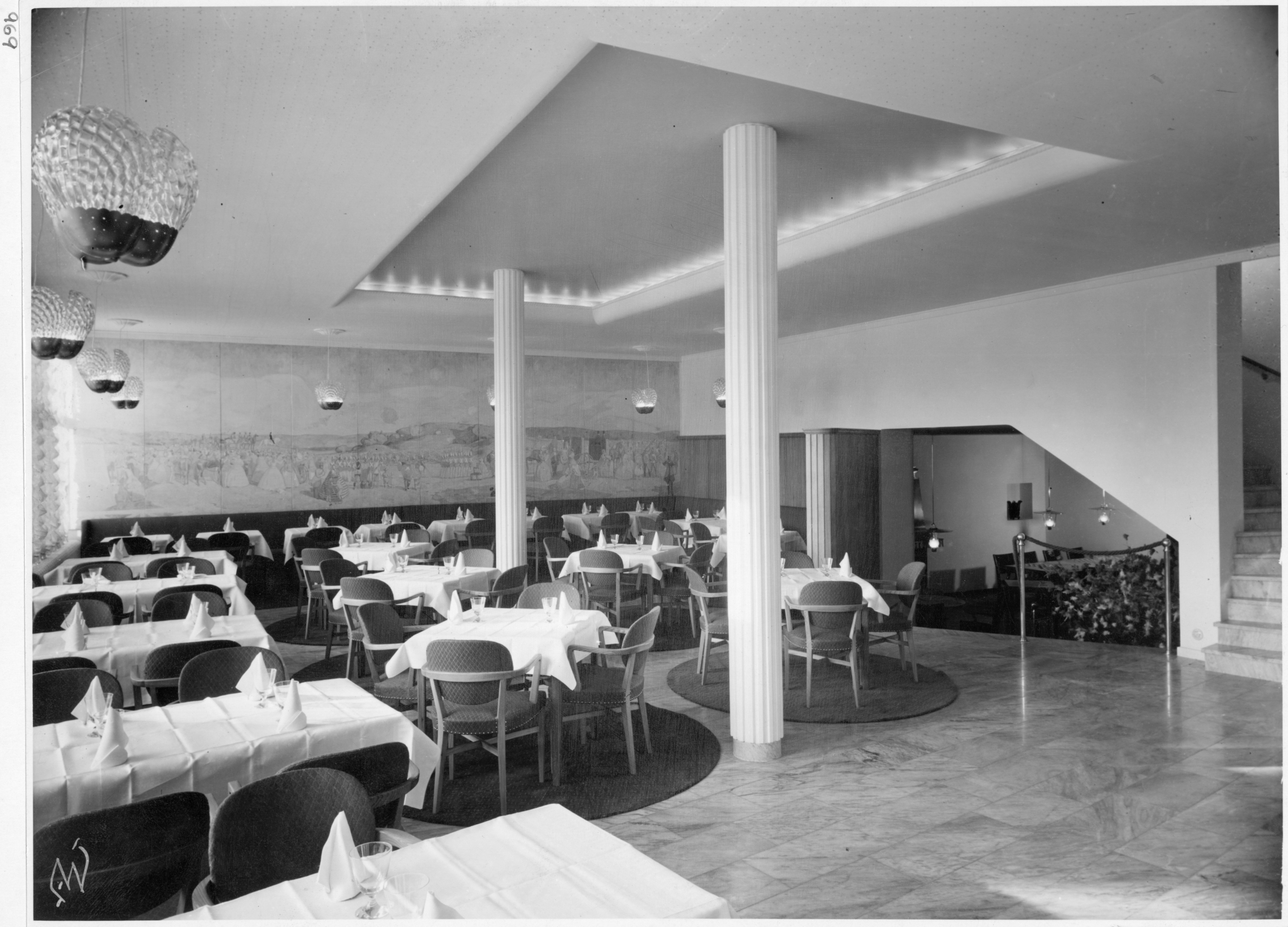
Matsalen med Olle Nymans väggmålning "Militärparad på Gärdet under Karl XV:s tid"
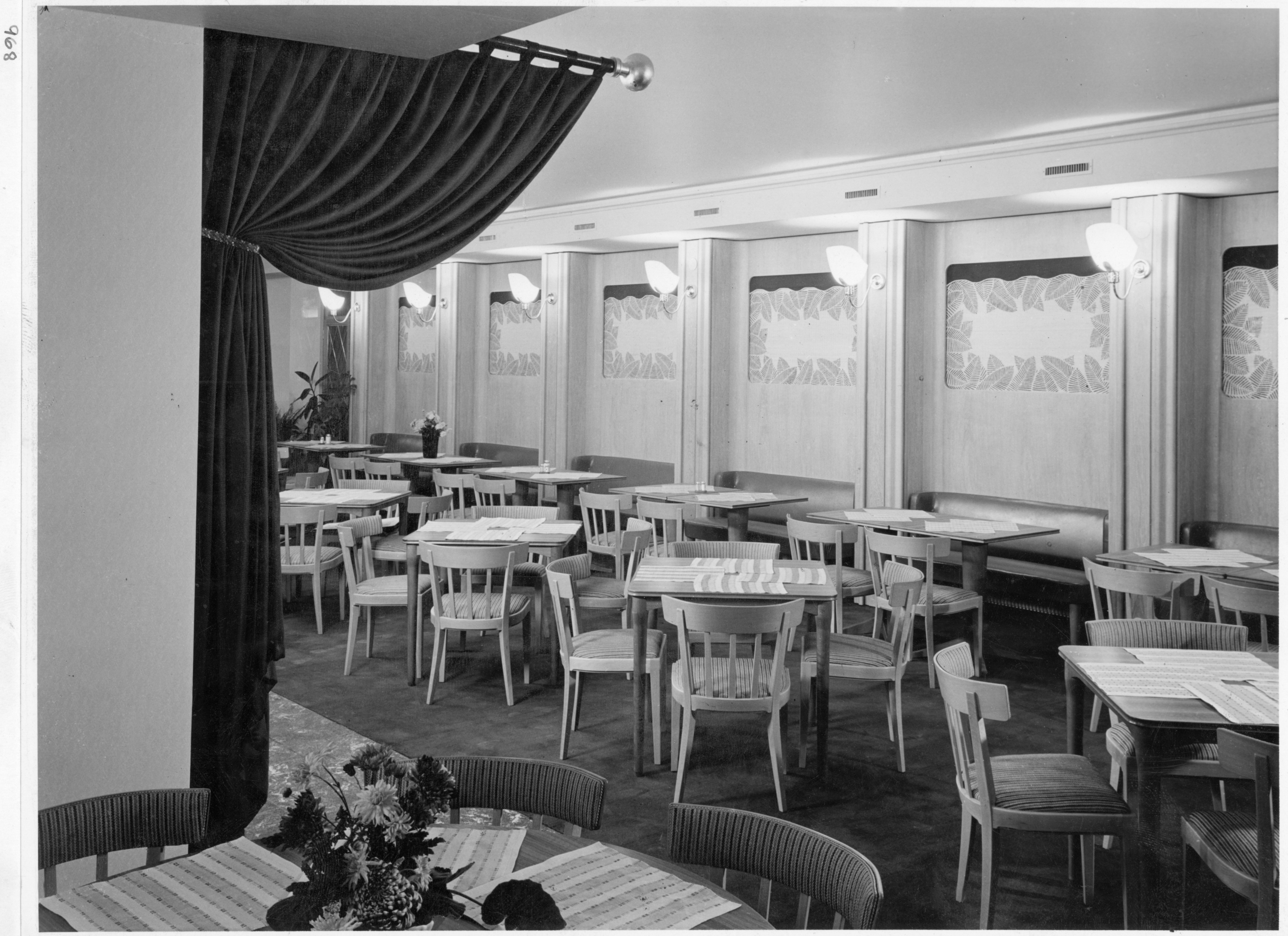
Konditoriet
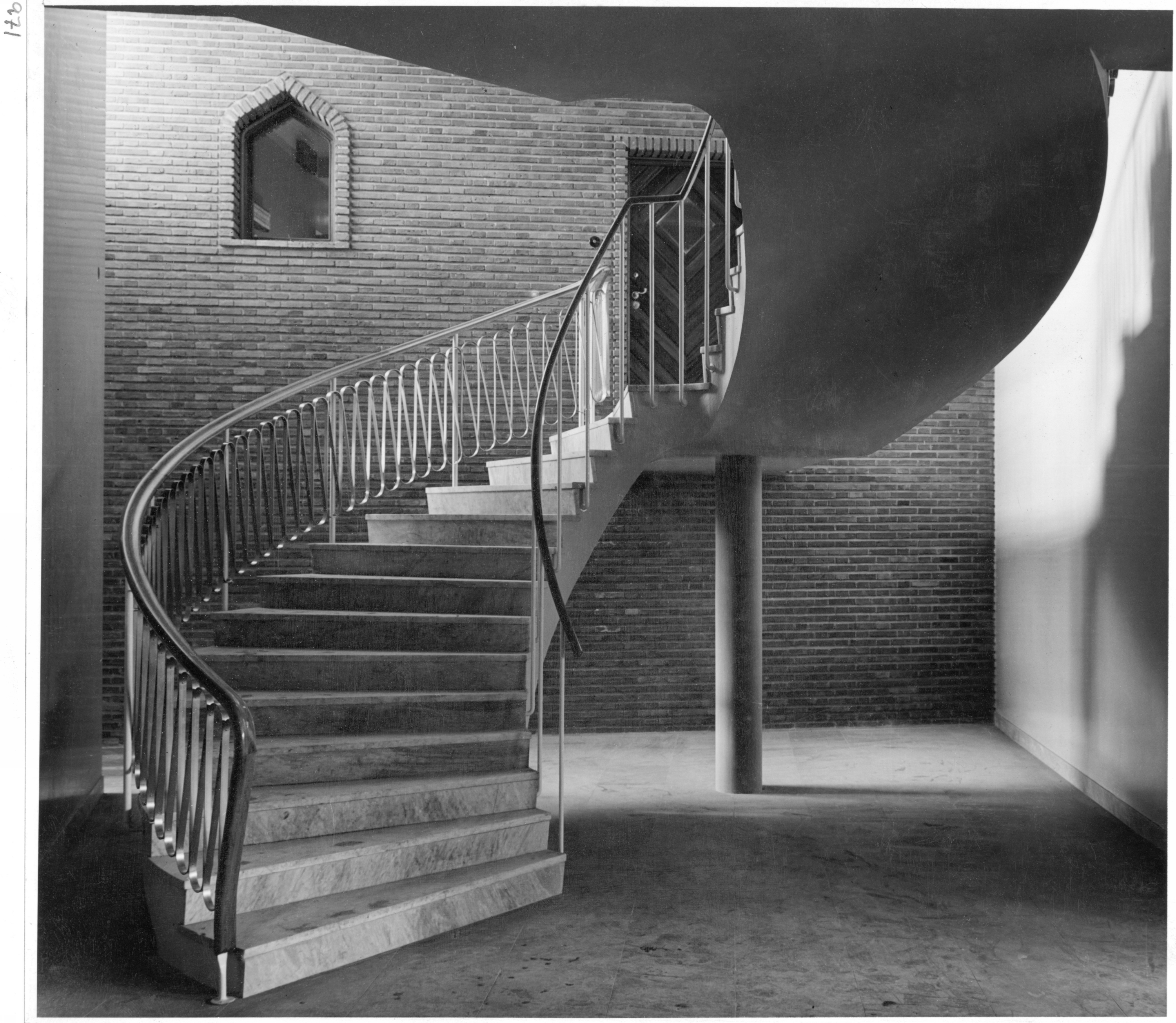
Trappa
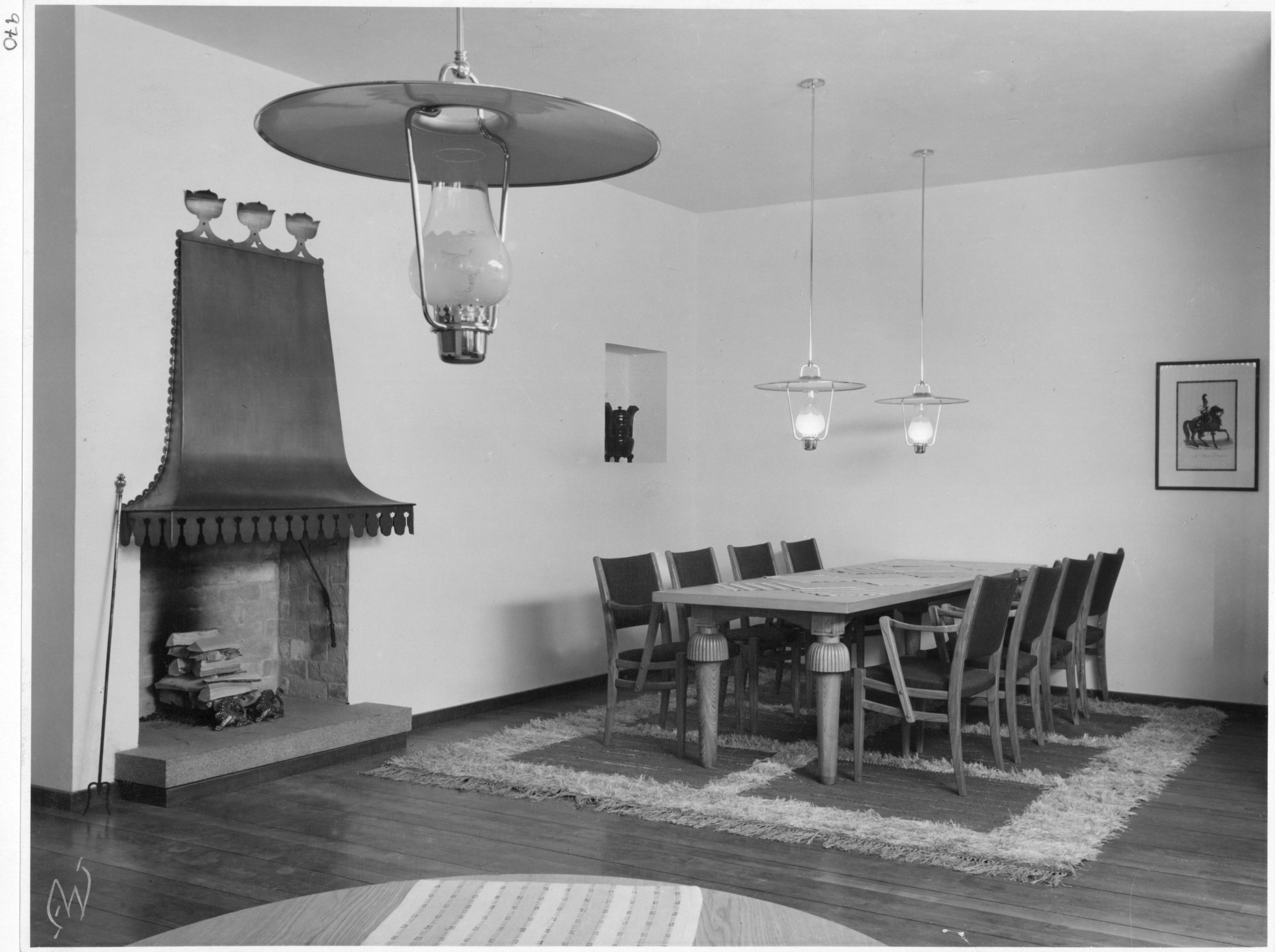
Interiör